# Válečný film

Válečný film je filmový žánr zabývající se válečnou tematikou, především námořními, leteckými i pozemními boji, a sice v moderní, technizované podobě války (jinak by šlo o film historický). Nejstarším známým válečným filmem byl snímek Combat naval en Grèce, který natočil Georges Méliès roku 1897 a který se zabývá řecko-tureckou válkou, konanou v témže roce. K tématům válečného filmu patří boj, přežití a únik, kamarádství mezi vojáky, oběť, marnost a nehumánnost boje, působení války na společnost i morální a lidské otázky kladené válkou. Děje mohou být smyšlené i založené na skutečných osobách a událostech.